# Finale der Fußball-Weltmeisterschaft 2010

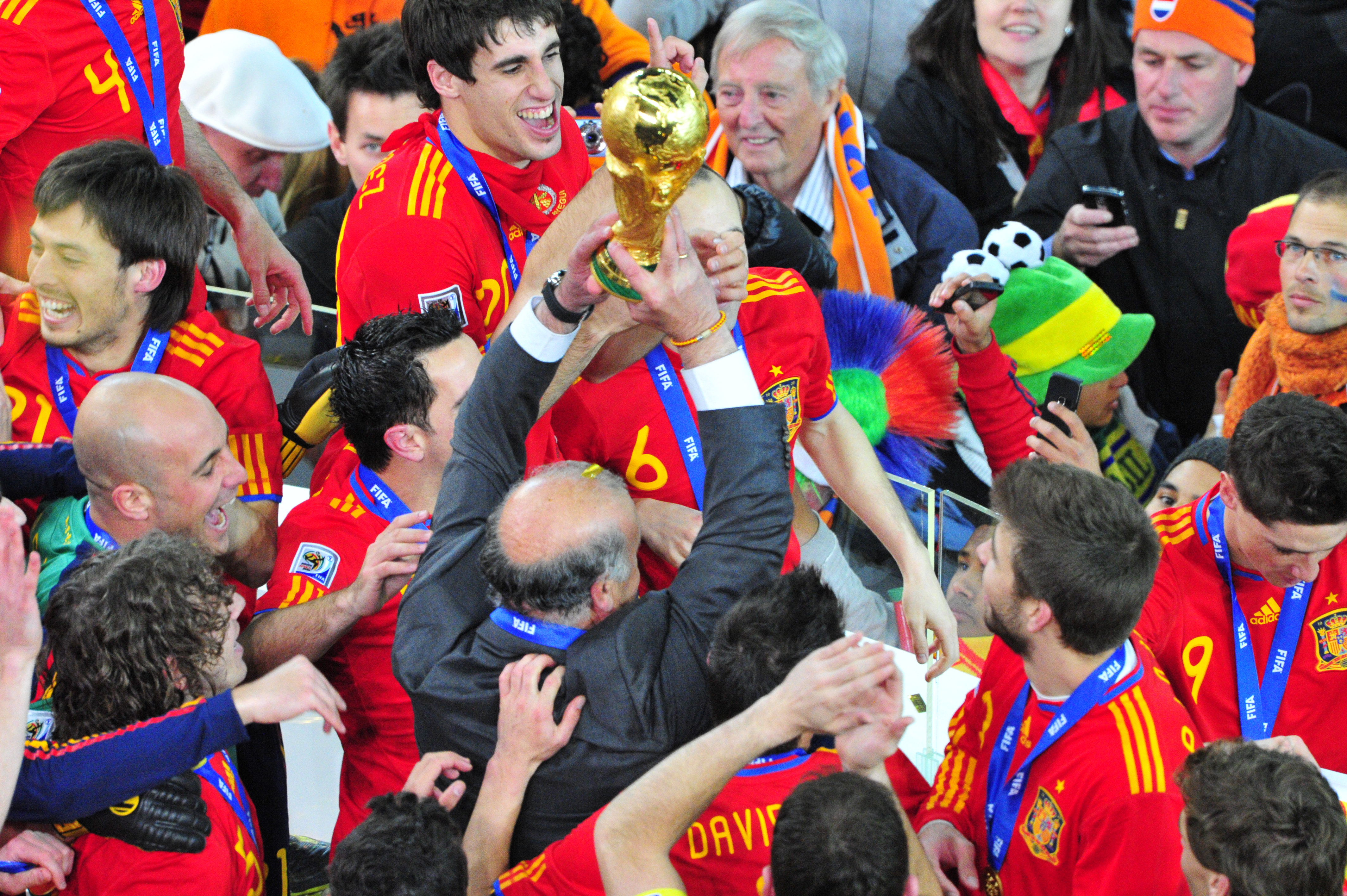
Die spanische Mannschaft feiert den Gewinn der Weltmeisterschaft.

Das Fußball-WM-Finale Niederlande – Spanien am 11. Juli 2010 war das Endspiel der Fußball-Weltmeisterschaft 2010, welches Spanien mit 1:0 nach Verlängerung gegen die Niederlande gewann.

## Fakten
Zum ersten Mal seit 1978 standen wieder zwei Mannschaften im Finale, die beide bis dahin noch nie Weltmeister geworden waren. Mit dem Sieg der Spanier wurde eine zweite Parallele zur Fußball-WM 1978 aufgestellt: Seitdem war es das erste Mal, dass eine Mannschaft Weltmeister wurde, obwohl sie im Laufe des Turniers eine Niederlage hatte einstecken müssen. Dass eine Mannschaft nach einer Auftaktniederlage noch Weltmeister wurde, war hingegen ein Novum.
Zum ersten Mal seit 1962 blieb der WM-Pokal auf demselben Kontinent, nämlich in Europa. Dabei wechselte er zum ersten Mal überhaupt das Land, aber nicht den Kontinent. Mit Spanien wurde zudem erstmals eine europäische Mannschaft bei einer Endrunde außerhalb Europas Weltmeister.
Es war der erste Sieg Spaniens im ersten Finale und die dritte Niederlage der Niederlande im dritten Finale. Zuvor waren sie in den Endspielen 1978 in Argentinien und der Fußball-WM 1974 in Deutschland jeweils gegen die Mannschaft des Gastgeberlandes unterlegen.
Nach Zahlen, die KantarSport im Auftrag der Fifa erhob, erreichte das Finale 909,6 Millionen Zuschauer, die mindestens eine Minute des Spiels verfolgten und 619,7 Millionen Zuschauer, die mindestens zwanzig Minuten dabei waren. In beiden Fällen wurden nur Personen berücksichtigt, die das Finale zu Hause sahen.
Der Gewinner des ersten Zusammentreffens beider Mannschaften während einer Weltmeisterschaft wurde vom Kraken Paul korrekt vorausgesagt.
Der Ball, der im Spiel benutzt wurde, war eine vergoldete Version des WM-Balls Jabulani.

## Spielverlauf
Das Spiel wurde ungewöhnlich hart geführt, obwohl der Schiedsrichter frühzeitig Verwarnungen in Form von gelben Karten aussprach. So wurden bereits in der ersten halben Stunde der Spielzeit fünf gelbe Karten und bis zum Ende der zweiten Halbzeit neun gelbe Karten verteilt. In der Verlängerung kamen weitere drei gelbe und eine gelb-rote Karte hinzu. Für Diskussionsstoff sorgte Nigel de Jongs Tritt mit gestrecktem Bein gegen Xabi Alonsos Brust. Robben vergab frei vor Casillas, ehe Iniesta in der 116. Minute in der Verlängerung den Siegtreffer für Spanien erzielte. Zuvor hatte der Schiedsrichter einen Abwehrspieler der Niederlande, Heitinga, in der 109. Minute nach einem Foul an Andres Iniesta mit einer gelb-roten Karte vom Platz gestellt.
| Niederlande                                              | Niederlande | Spanien | Spanien | Aufstellung                           |
| -------------------------------------------------------- | --- | --- | ------- | ------------------------------------- |
| Niederlande                                              | \| Finale \| \| 11. Juli 2010 um 20:30 Uhr in Johannesburg (Soccer City) \| \| Ergebnis: 0:1 n. V. (0:0, 0:0) \| \| Zuschauer: 84.490 \| \| Schiedsrichter: Howard Webb ( England) \| \| Spielbericht \|                                                                                               | \| Finale \| \| 11. Juli 2010 um 20:30 Uhr in Johannesburg (Soccer City) \| \| Ergebnis: 0:1 n. V. (0:0, 0:0) \| \| Zuschauer: 84.490 \| \| Schiedsrichter: Howard Webb ( England) \| \| Spielbericht \|                                         | Spanien | Aufstellung Niederlande gegen Spanien |
| Niederlande                                              | Maarten Stekelenburg – Gregory van der Wiel, John Heitinga, Joris Mathijsen, Giovanni van Bronckhorst (105. Edson Braafheid) – Mark van Bommel, Nigel de Jong (99. Rafael van der Vaart) – Arjen Robben, Wesley Sneijder, Dirk Kuyt (71. Eljero Elia) – Robin van Persie Cheftrainer: Bert van Marwijk | Iker Casillas – Sergio Ramos, Gerard Piqué, Carles Puyol, Joan Capdevila – Sergio Busquets, Xabi Alonso (87. Cesc Fàbregas) – Andrés Iniesta, Xavi, Pedro (60. Jesús Navas) – David Villa (106. Fernando Torres) Cheftrainer: Vicente del Bosque | Spanien | Aufstellung Niederlande gegen Spanien |
| Niederlande                                              | 0:1 Iniesta (116.) | | Spanien | Aufstellung Niederlande gegen Spanien |
| Niederlande                                              | van Persie (15.), van Bommel (22.), de Jong (28.), van Bronckhorst (54.), Heitinga (57.), Robben (84.), van der Wiel (111.), Mathijsen (117.) | Puyol (16.), Ramos (23.), Capdevila (67.), Iniesta (118.), Xavi (120.+1') | Spanien | Aufstellung Niederlande gegen Spanien |
| Niederlande                                              | Heitinga (109.) | | Spanien | Aufstellung Niederlande gegen Spanien |
| Niederlande                                              | Spieler des Spiels: Iniesta (Spanien) | | Spanien | Aufstellung Niederlande gegen Spanien |
| Finale                                                   | | |         |                                       |
| 11. Juli 2010 um 20:30 Uhr in Johannesburg (Soccer City) | | |         |                                       |
| Ergebnis: 0:1 n. V. (0:0, 0:0)                           | | |         |                                       |
| Zuschauer: 84.490                                        | | |         |                                       |
| Schiedsrichter: Howard Webb ( England)                   | | |         |                                       |
| Spielbericht                                             | | |         |                                       |